# Krupy (gromada w powiecie lubartowskim)
Krupy – dawna gromada, czyli najmniejsza jednostka podziału terytorialnego Polskiej Rzeczypospolitej Ludowej w latach 1954–1972.
Gromady, z gromadzkimi radami narodowymi (GRN) jako organami władzy najniższego stopnia na wsi, funkcjonowały od reformy reorganizującej administrację wiejską przeprowadzonej jesienią 1954 do momentu ich zniesienia z dniem 1 stycznia 1973, tym samym wypierając organizację gminną w latach 1954–1972.
Gromadę Krupy z siedzibą GRN w Krupach utworzono – jako jedną z 8759 gromad na obszarze Polski – w powiecie lubartowskim w woj. lubelskim na mocy uchwały nr 11 WRN w Lublinie z dnia 5 października 1954. W skład jednostki weszły obszary dotychczasowych gromad Krupy, Giżyce wieś, Giżyce kol., Lipniak i Wólka Michowska ze zniesionej gminy Rudno oraz obszar dotychczasowej gromady Ostrów ze zniesionej gminy Michów w tymże powiecie. Dla gromady ustalono 12 członków gromadzkiej rady narodowej.
1 stycznia 1960 gromadę zniesiono, włączając jej obszar do gromad Rudno (wieś Krupy, wieś i leśniczówkę Lipniak, wieś i kolonię Giżyce oraz wieś Wólka Michowska) i Michów (wieś i kolonię Ostrów, kolonię Szczuchnia i kolonię Wymysłów) w tymże powiecie.